# 창백한 얼굴들
"창백한 얼굴들"(On The White Planet)은 한국에서 제작된 허범욱 감독의 2014년 애니메이션 영화이다. 이정구 등이 주연으로 출연하였다.

## 출연

### 주연
- 홍범기 - 최민재 아이 역
- 조민수 - 대걸레 남자 아이 역
- 서윤선 - 암살단 두목 역
- 윤금선아 - 새벽고양이 역
- 손종환 - 암살단 뚱땡이 사막황소 역

### 조연
- 전국향
- 윤채연
- 안세현
- 이규창
- 김민지
- 이성일
- 김영민

## 관련 논문
- 이병관[1], 〈저예산 장편 애니메이션의 작품제작 연구: 〈창백한 얼굴들〉의 작화 연출을 중심으로〉, 한성대학교 대학원 미디어디자인학과 애니메이션 전공 석사학위논문, 2015년